# Jorge Sapag
Jorge Augusto Sapag (Zapala, Neuquén, 18 de julio de 1951) es un abogado y político argentino. Fue gobernador de la provincia del Neuquén de 2007 a 2015 y vicegobernador de la provincia del Neuquén de 1999 a 2003.

## Biografía

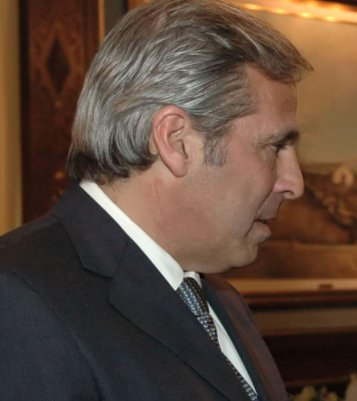
El gobernador Sapag

Jorge Augusto Sapag nació en la ciudad de Zapala, provincia del Neuquén, el 18 de julio de 1951. Hijo de Elías Sapag, histórico Senador por la provincia de Neuquén (1963-1966/ 1973-1976/ 1983-1993) y sobrino del 5 veces gobernador, Felipe Sapag (1963-1966/ 1970-1972/ 1973-1976/ 1983/1987); como de Amado y José, quienes fueron intendentes de las ciudades de Zapala y Cutral Có respectivamente. Su familia estuvo ligada al Movimiento Popular Neuquino (MPN).
En 1976 se recibió de abogado en la Facultad de Derecho y Ciencias Políticas de la Universidad Católica Argentina (UCA). 
Dentro del MPN, fue secretario general del Primer Congreso de Juventudes del que se realizó en 1973. 
Fue secretario y luego director del bloque de senadores del MPN en el Congreso Nacional desde 1973 hasta 1975 y desde 1983 hasta 1991.
Entre 1991 y 1995 fue representante del gobierno de la provincia en Buenos Aires, luego  subsecretario de Justicia y por último Ministro de Gobierno, Educación y Justicia.
Fue elegido vicegobernador de la provincia en septiembre de 1999, acompañando en la fórmula a Jorge Sobisch, cargo por el cual presidió la Cámara de Diputados hasta diciembre del 2003. 
Sin ocupar cargo alguno, comenzó a recorrer la provincia, con el objetivo de presentarse como candidato a gobernador por el MPN en los comicios de 2007.
En las elecciones generales celebradas el 3 de junio de 2007, fue elegido gobernador por el período 2007-2011, imponiéndose al candidato de la entonces Concertación Neuquina, Horacio Quiroga (UCR).
En el año 2011 fue reelecto como gobernador de la Provincia del Neuquén por el período 2011-2015, derrotando al candidato de un amplio frente opositor al MPN, Martín Farizano (UCR)
Actualmente se ha retirado de los cargos públicos, pero no así de la actividad política, liderando la Lista Azul del MPN, siendo además fuente permanente de consulta en temas de gobierno, especialmente en materia energética y de producción de hidrocarburos.[cita requerida]

## Gestión de gobierno
La gestión de gobierno de Jorge Sapag será recordada por haber construido especialmente luego del asesinato del docente Carlos Fuentealba ocurrido el 4 de abril de 2007 -durante la tercera gestión de Jorge Sobisch como gobernador- por parte de un efectivo de la policía provincial en el desalojo de un corte de ruta que llevaba adelante el gremio ATEN. La construcción de un nuevo escenario, el gobernador electo lo dejó en claro en su discurso de asunción.
Entre los logros de los sucesivos gobiernos de Sapag el desarrollo de la formación geológica de Vaca Muerta, uno de los mayores reservorios mundiales de gas y petróleo no convencional.
No fue sencillo impulsar una actividad hasta ese momento prácticamente desconocida en materia hidrocarburífera, pero Sapag logró desarrollar en el país los recursos no convencionales mucho antes de que Vaca Muerta pusiera a Neuquén en el centro de la escena hidrocarburífera mundial por su potencial.
Todo comenzó con un viaje a Canadá, en el segundo semestre de 2007, poco tiempo antes de asumir su primera gobernación. Allí se interiorizó sobre las técnicas no convencionales de desarrollo de hidrocarburos a través de la estimulación hidráulica.
Sapag renegoció los plazos de extensión de las concesiones convencionales, lo que impulsó la exploración de las formaciones no convencionales como Vaca Muerta, Los Molles y Agrio. 
Para el desarrollo de esta tecnología en Neuquén, permitió incrementar la participación de la provincia en la renta hidrocarburífera, pasando de 12% hasta el 15% y hasta un 18% con la Ley Provincial y permitió la generación de un fondo para la construcción del plan de obras públicas más ambicioso de la historia de Neuquén. 
El marco legal estuvo dado por la sanción de la Ley 2615 aprobada por la Legislatura y que además permitió a todos los municipios de la provincia acceder a recursos provenientes de los pagos extraordinarios de las empresas productoras, para financiar obras de infraestructura en sus respectivas localidades.
Estas decisiones brindaron sus frutos en 2010, cuando se completó el pozo descubridor de Vaca Muerta. 
En 2013 Sapag impulsó la ley provincial que aprobó el acuerdo de YPF con Chevron que permitió motorizó la explotación no convencional del área de Loma Campana, para poner en marcha el primer desarrollo masivo de este tipo fuera de América del Norte.
Ese proceso permitió que Neuquén lograra revertir la caída que registraban la producción y las reservas de petróleo y gas en la provincia, que la ponían en serio riesgo de sustentabilidad económica.
Sapag creó la empresa provincial del petróleo y gas, GyP, para incrementar la participación de la provincia en la renta hidrocarburífera, asociándola con las operadoras más importantes del mundo como ExxonMobil, Shell, Equinor, Total, Wintershall, YPF, PAE, Tecpetrol, entre otras.
De acuerdo a su estatuto, la nueva empresa “se orienta a llevar a cabo por si, o mediante terceros o asociaciones, trabajos de exploración y explotación de petróleo y gas natural; el transporte, el almacenaje, la distribución, la transformación, la comercialización e industrialización y la conversión de los hidrocarburos y sus derivados directos e indirectos, para lo cual puede elaborarlos, procesarlos, refinarlos, comprarlos, venderlos, permutarlos, importarlos o exportarlos; la generación, transporte, distribución y comercialización de energía eléctrica y el transporte y la distribución de gas natural”. “La finalidad última de la empresa era obtener “una herramienta de promoción y desarrollo del sector energético, particularmente el de los hidrocarburos, con el propósito de lograr un cambio de tendencia en las curvas de producción y reservas de gas y petróleo, las que desde hacía tiempo mantenían un continuo decrecimiento, especialmente por la ausencia de inversión en exploración hidrocarburífera”.
Neuquén, en este período de gobierno, también comenzó a buscar su destino por el lado del desarrollo de la energía no renovable. 
En materia hidroeléctrica, se avanzó firmemente en la posibilidad de la concreción de la obra de Chihuido I, habiendo logrado que se realice la licitación nacional y la preadjudicación de esta obra trascendental para el desarrollo del centro de la provincia, que lamentablemente el gobierno nacional decidió no concretar.
Además avanzó en los estudios básicos para el desarrollo de cuatro nuevos aprovechamientos hidroeléctricos más sobre la cuenca media del Río Neuquén: Cerro Rayoso, Huitrin, La Invernada y Pini Mahuida.
Creó la Agencia de Desarrollo de Inversiones de Neuquén, ADI, a través de la cual identificó las áreas de la provincia que tienen mayor potencial eólico, lo que permitió definir 15 proyectos de parques eólicos, de los cuales 7 cuentan con factibilidad comprobada y listos para poner en marcha con una potencia estimada de 600 MW.
Si bien, tienen una escala menor, no menos prometedores son el proyecto de generación por biomasa que impulsó junto a la Corporación Forestal Neuquina (CORFONE)  y que permite generar 2 MW para el Departamento Aluminé; el proyecto de aprovechamiento hidroeléctrico del Río Nahueve de 4MW que fue seleccionado por el Fondo de Inversiones de Abu Dhabi para recibir un crédito para su construcción; así como los proyectos de desarrollo geotérmicos en Copahue y Domuyo y de un parque solar en cercanías de Chos Malal que se encuentra en proceso de licitación.
Con estos proyectos para la generación de energía renovable, asumió el desafío de diversificar la oferta energética de la provincia, teniendo en claro el norte que constituye esta alternativa para cuidar el planeta para las próximas generaciones; pero a la vez sabiendo que el gas que se puede proveer a la Argentina y a la región es el mecanismo que permitirá disminuir rápidamente el déficit energético, que ha sido un freno permanente para el desarrollo del país.
En sus gestiones, Sapag, logró triplicar el presupuesto provincial medido en dólares y acelerar el desendeudamiento neuquino, el cual al comienzo de su gestión en 2007 registraba un 80% de pasivos sobre los ingresos totales y al finalizar la misma en 2015, y a pesar de la coyuntura financiera poco favorable, esa relación no superaba el 33%. 
Entre las obras más importantes realizadas durante sus gestiones, se destacan los acueductos Los Barreales y Mari Menuco, además de sus nexos y las plantas potabilizadoras; y la reparación del acueducto Buena Esperanza; asegurando la provisión de agua potable por los próximos 30 años para toda la Confluencia y para Plaza Huincul y Cutral Có También se amplió la planta de tratamiento de efluentes cloacales de la ciudad de Neuquén y se inició la construcción de una nueva colectora central, con el objetivo de atender el crecimiento demográfico de la capital de la provincia.
En estos casi ocho años se modernizó y se amplió la flota de vehículos en todo el Estado neuquino, con especial énfasis en Salud y Educación; se construyeron 8 nuevos hospitales, 20 postas sanitarias, 6 centros de salud, 500 nuevas aulas escolares, 10.000 viviendas -1.000 de ellas en la zona rural; se instalaron redes de agua, plantas potabilizadoras de agua y de tratamiento de efluentes en los lugares más remotos de la provincia, donde también se  ha llevado  la energía eléctrica y se han garantizado las comunicaciones a través de un tendido de 1.200 kilómetros de fibra óptica.
Se pavimentaron la Ruta de 7 Lagos, la Ruta 43, la Ruta 17, el Paso Internacional Pino Hachado, la nueva Autovía Norte, se comenzó la pavimentación de los accesos a los Lagos Lolog y Huechulafuqen y se culminó el asfalto de la Ruta 7 a Rincón de los Sauces. También se comenzaron las obras de modernización de todo el sistema de riego de San Patricio del Chañar.
Se impulsó fuertemente el desarrollo de la zona norte de la provincia, a partir de la construcción de obras de infraestructura con una inversión nunca vista en esta zona postergada. A la pavimentación de la Ruta 43, se le sumaron la construcción de puentes sobre el Río Neuquén, el Río Nahueve, y en Butalón Norte y se comenzó la construcción del puente sobre el Río Curi Leuvú. Se construyeron obras de viviendas, pavimento urbano, redes de agua, cloacas y gas natural en las localidades de la región. También se edificaron hosterías en Varvarco, Huinganco y Las Ovejas junto con otras obras de servicios turísticos, como refugios, oficinas de informes, miradores y la puesta en valor de sitios históricos.
Durante las gestiones de Sapag, la provincia tuvo que enfrentar situaciones límite, mostrando su capacidad resiliente para hacer frente a la terrible erupción del Cordón Caulle – Puyehue (junio de 2011), del Volcán Copahue (diciembre de 2012) y luego la del Calbuco (abril de 2015), y la inundación en la Confluencia (abril de 2014).
De cada una de esas experiencias Neuquén salió fortalecida, con un Estado presente en la emergencia y en la reconstrucción del entramado social dañado por cada uno de estos episodios.[cita requerida]
Por otra parte, en el ámbito de la atención primaria de la salud, se creó un sistema de emergencias de avanzada, con la puesta en marcha del Sistema Integrado de Emergencias del Neuquén - SIEN - y con la incorporación de dos aviones que se sumaron al helicóptero ya existente para la realización de vuelos sanitarios y la atención en situaciones de emergencia.
Se impulsó la actividad turística con un crecimiento nunca visto en la historia de Neuquén. Crecieron los alojamientos habilitados, el movimiento de pasajeros en el aeropuerto y se superó el umbral de un millón de turistas anuales. Hoy, el turismo es la segunda actividad económica de la provincia, detrás de la explotación hidrocarburífera.
Sapag impulsó con éxito una renovación dirigencial tanto en su propio partido como en la provincia. No propició ni buscó una modificación constitucional que lo eternizara en su despacho de la Casa de Gobierno, [cita requerida]permitiendo que en el MPN y en el gobierno provincial se abrieran paso nuevas generaciones de neuquinos con nuevas ideas, pero con el mismo compromiso de siempre de defender los recursos de todos los neuquinos. 
En 2015, Sapag apoyó a la fórmula integrada por Omar Gutiérrez y Rolando Figueroa, que se impusieron en las elecciones de ese año, garantizando que el partido provincial continuara al frente del gobierno de Neuquén.

## Principales Hitos
•Se construyó el plan de obras públicas más importante de la historia de la provincia, con más de 3.000 obras en todo el territorio neuquino.
•Se construyó el Acueducto Mari Menuco, los nexos a la ciudad de Neuquén y Centenario y la planta potabilizadora de Neuquén, asegurando la provisión de agua en la Confluencia por los próximos 30 años.
•Se construyó el Acueducto Los Barreales y una nueva planta potabilizadora que aseguró la provisión de agua para Plaza Huincul y Cutral Có.
•Se construyeron 8 Hospitales, 6 Centros de Salud 20 postas sanitarias.
•Se entregaron 10.000 Nuevas Viviendas.
•Se hizo la obra de electrificación para llevar la luz a más de 2.000 familias rurales.
•Se tendieron 1.200 km de fibra óptica.
•Se modernizó el sistema de riego de San Patricio del Chañar.
•Se pavimentó la Ruta 43, que mejoro notablemente la conexión vial del norte de la provincia.
•Se pavimentó la Ruta 7 Lagos, luego de más de 50 años, potenciando el desarrollo del turismo en el sur de la provincia.
•Se logró el índice de desocupación más bajo de la historia con la creación de 25.000 nuevos empleos privados en blanco y con el segundo salario promedio más alto del país.
•Se lograron los índices de consumo por habitante más alto del país.
•Se aseguró el futuro productivo y económico de la provincia gracias al desarrollo de hidrocarburos no convencionales.
•Se construyó una provincia con paz social, privilegiando el diálogo y el respeto por sobre las banderas y colores.
•Se creó la empresa pública de gas y petróleo: GyP.
•Se incrementó la participación de la provincia en la renta petrolera.
•Se afrontaron las erupciones del Cordon Caulle - Puyehue,  de los Volcanes Calbuco y Copahue; las inundaciones de la Confluencia y de la cuenca del Río Neuquén.
•Se autolimitó la facultad del Gobernador para nombrar jueces del Tribunal Superior de Justicia.
•Se implementaron los Juicios por Jurado.
•Se revirtió la caída en producción y reservas de petróleo y gas luego de más de una década de caída.
•Se implemento un Sistema de Emergencias con dos aviones sanitarios y un helicóptero, con ambulancias, y nuevas bases para atender situaciones de emergencia en toda nuestra geografía.
•Se impulso la actividad turística con un crecimiento nunca visto en nuestra provincia para posicionarla como la segunda actividad económica de la provincia.
•Se inició la obra de la Colectora Central Máxima en la ciudad de Neuquén.
•Se amplió la Planta de Tratamiento de Líquidos cloacales Tronador en la ciudad de Neuquén.
•Se reabrió la pista del aeropuerto de Zapala gracias a su repavimentación e iluminación.
•Se construyeron 5 nuevos puentes para conectar a todos los neuquinos.
•Se construyeron tres nuevas hosterías en Varvarco, Las Ovejas y Huinganco, para impulsar el turismo en el norte de la provincia.
•Se pavimentó la Ruta Provincial N.º 17, mejorando la conectividad entre Añelo, Plaza Huincul, Cutral Có y Picún Leufú.
•Se construyó la Travesía Urbana y la Circunvalación de Zapala.
•Se repavimentó la pista de aterrizaje del Aeropuerto de Neuquén y se remodeló la Torre de Control.
•Se instaló el sistema de navegación satelital del Aeropuerto de Chapelco y se repavimentó la pista de aterrizaje, gracias a lo que se aseguro la conexión aérea permanente con Buenos Aires a partir de la llegada de vuelos diarios.